# Nigel Lindsay
Nigel Lindsay (Londra, 17 gennaio 1969) è un attore britannico, attivo in campo teatrale, televisivo e cinematografico.

## Biografia
Nato nel quartiere londinese di St John's Woods, Nigel Lindsay ha studiato letteratura inglese e francese all'Università di Birmingham. Noto soprattutto come attore teatrale, Lindsay è un apprezzato interprete di musical e opere di prosa, sia classiche che moderne. Tra le sue numerose apparizioni sulle scene londinesi e a Broadway si ricordano Re Lear (Royal Court, 1993), The Real Thing (Londra, 1999; Broadway, 2000), La tempesta (Old Vic, 2003), The Pillowman (National Theatre, 2003), Il ritorno a casa (Almeida Theatre, 2008), Vetri rotti (Tricycle Theatre, 2010), Riccardo II (Barbican, 2013) e Il dio del massacro (Bath, 2018).
Attivo anche come interprete di musical, ha interpretato il protagonista Nathan Detroit in due allestimenti di Guys and Dolls nel West End (nel 2005 e nel 2016) e Shrek nel musical omonimo, per cui ha ricevuto una candidatura al Laurence Olivier Award al miglior attore in un musical. In campo televisivo è noto per aver interpretato Sir Robert Peel nelle prime due stagioni di Victoria e Barry nella serie di Netflix Safe. Nel 2010 ha ricevuto una candidatura al British Comedy Award per la sua interpretazione nel film Four Lions.

## Filmografia parziale

### Cinema
- Rogue Trader, regia di James Dearner (1999)
- Scoop, regia di Woody Allen (2006)
- Four Lions - Poco leoni, molto ... (Four Lions), regia di Chris Morris (2010)
- Morto tra una settimana (o ti ridiamo i soldi) (Dead in a Week: Or Your Money Back), regia di Tom Edmunds (2018)

### Televisione
- Metropolitan Police – serie TV, 3 episodi (1993-2005)
- L'ispettore Barnaby (Midsomer Murders) – serie TV, episodi 6x03-23x04 (2003-2023)
- Casualty – serie TV, 1 episodio (2003)
- My Family – serie TV, 1 episodio (2003)
- New Tricks - Nuove tracce per vecchie volpi (New Tricks) – serie TV, 1 episodio (2005)
- Roma – serie TV, 6 episodi (2007)
- Waking the Dead – serie TV, 1 episodio (2009)
- Testimoni silenziosi (Silent Witness) – serie TV, 1 episodio (2010)
- Spooks – serie TV, 1 episodio (2011)
- L'ispettore Gently (Inspector George Gently) – serie TV, 1 episodio (2012)
- Poirot (Agatha Christie's Poirot) – serie TV, episodio 13x04 (2013)
- The Tunnel – serie TV, 4 episodi (2013)
- Delitti in Paradiso (Death in Paradise) – serie TV, episodio 5x02 (2016)
- Victoria – serie TV, 16 episodi (2016-2019)
- White Gold – serie TV, 10 episodi (2017)
- No Offence – serie TV, 2 episodi (2018)
- Safe – serie TV, 6 episodi (2018)
- The Capture – serie TV, 9 episodi (2019-2022)
- The Last Kingdom – serie TV, 4 episodi (2020)
- The Chelsea Detective – serie TV, episodio 1x03 (2022)
- Kidnapped: The Chloe Ayling Story, regia di Al Mackay – miniserie TV (2024)
- MobLand – serie TV, 6 episodi (2025)

## Doppiatori italiani
Nelle versioni in italiano delle opere in cui ha recitato, Nigel Lindsay è stato doppiato da:
- Alessandro Quarta in Waking the Dead, Fuor Lions - Poco leoni, molto..., Victoria
- Antonio Palumbo in White Gold
- Pasquale Anselmo in No Offence
- Giovanni Caravaglio in Magnum P.I.
- Simone Mori in Safe
- Stefano De Sando in MobLand